# Giovanni Manurita
Giovanni Manurita, all'anagrafe Giovanni Manurritta (Tempio Pausania, 1º agosto 1895 – Roma, 18 febbraio 1984), è stato un tenore e attore italiano.

## Biografia
Figlio di Stefano Manurritta e di Giovanna Angela Cossu, frequentò a Tempio Pausania la scuola elementare e, dal 1905, il Regio Ginnasio Giovanni Maria Dettori. Nel 1912 iniziò gli studi a Sassari, frequentando il liceo Azuni.
Con l'avvento della prima guerra mondiale fu chiamato alle armi e destinato a Modena, dove frequentò il corso per allievi ufficiali di fanteria. Il 28 marzo 1916 fu arruolato nel 45º Reggimento fanteria della Brigata "Sassari", con la quale partecipò ad alcune sanguinose battaglie sul Carso, sul Monte Fior nell'altopiano di Asiago e sull'altopiano dei Sette Comuni a Monte Castelgomberto, venendo seriamente ferito e costretto a subire l'amputazione di due dita della mano sinistra. In seguito, entrò a far parte della squadriglia di ricognizione e combattimento nella nascente arma dell'aviazione, comandata da Gabriele D'Annunzio, che ebbe modo di notarlo e lo definì il "Canoro alato", per via della sua passione per l'aeronautica e per il canto. Dopo varie altre missioni, il 1º agosto 1918 fu destinato al Comando Supremo Aeronautico di Roma. Fu congedato dall'Arma azzurra il 6 febbraio 1920.
Alla fine del conflitto Manurita decise di rimanere a Roma, dove si laureò in giurisprudenza e iniziò a studiare canto, sotto la guida di Alfredo Martino e di Emilio Piccoli (già maestro di Tito Schipa). Il 27 marzo 1922 debuttò al Teatro Quirino nel ruolo di Ernesto nel Don Pasquale di Gaetano Donizetti, a fianco di Salvatore Baccaloni nel ruolo del titolo, e il 10 agosto dello stesso anno sposò la conterranea Vanda Sanna, dalla quale ebbe due figli, Stefano e Maria Giovanna. Poco dopo fu ancora a Roma, dove si esibì in una serata benefica al Teatro Costanzi nel ruolo del cavaliere Des Grieux nel secondo atto della Manon di Jules Massenet, con Carmen Melis nel ruolo della protagonista.
Il 2 novembre 1923 debuttò a Milano, al Teatro Carcano, nel ruolo di Elvino ne La sonnambula di Vincenzo Bellini; il 12 dicembre successivo interpretò lo stesso ruolo al Politeama Regina Margherita di Cagliari, a fianco del soprano iberico Mercedes Capsir. Sempre a Milano, il 24 giugno 1924, cantò al Teatro Dal Verme nella prima mondiale dell'opera Giocondo e il suo re di Carlo Jachino.
Il 24 aprile 1926 cantò al Teatro La Fenice di Venezia nel ruolo del Conte d'Almaviva ne Il barbiere di Siviglia di Gioachino Rossini, con Margherita Salvi nel ruolo di Rosina. Tra il 1927 e il 1929 cantò principalmente in Danimarca, Olanda, Germania, Belgio, Polonia, Monte Carlo, Francia e Spagna. Nel 1930 sbarcò alla Civic Opera House di Chicago, dove si presentò ancora ne Il barbiere di Siviglia il 1º gennaio e nel ruolo di Edgardo nella Lucia di Lammermoor di Gaetano Donizetti il 7 gennaio.
Il 31 gennaio 1931 fu al Teatro Carlo Felice di Genova sempre con il ruolo di Almaviva a fianco di Bidu Sayão e Carlo Galeffi, e l'11 febbraio successivo, ancora a fianco di Bidu Sayão, interpretò il ruolo di Paolino ne Il matrimonio segreto di Domenico Cimarosa al Teatro Regio di Torino. Tornò in quest'ultimo teatro per altre tre stagioni in Linda di Chamounix con Liana Grani e Carlo Galeffi, Rigoletto con Toti Dal Monte e Carlo Galeffi, Il barbiere di Siviglia con Bidu Sayão e Carlo Galeffi, Giannina e Bernardone con Bidu Sayão, La sonnambula con Toti Dal Monte e Mignon con Gabriella Besanzoni.
Il 12 aprile 1932 esordì al San Carlo di Napoli ne La bohème a fianco di Maria Romanelli e Luigi Rossi Morelli, seguita il 14 aprile da La sonnambula con Mercedes Capsir.
Il 16 febbraio 1933 debuttò alla Scala di Milano, interpretando con grande successo il ruolo di Lindoro ne L'italiana in Algeri di Gioachino Rossini, a fianco di Bruna Castagna nel ruolo di Isabella, Vincenzo Bettoni nel ruolo di Mustafà e Margherita Carosio nel ruolo di Elvira, sotto la direzione di Franco Ghione. Il 6 maggio dello stesso anno fu ancora alla Fenice di Venezia con Linda di Chamounix a fianco di Toti Dal Monte e Riccardo Stracciari.
Nell'autunno del 1935 partecipò a una tournée in Finlandia ed Estonia, e nel dicembre del 1936 fu al Théâtre national de l'Opéra-Comique di Parigi con Rigoletto e Il barbiere di Siviglia.
Grazie alle sue notevoli doti di attore, Manurita approdò anche al cinema, venendo scelto a interpretare tre film: Non ti conosco più di Nunzio Malasomma (1936), nel quale cantò la canzone Notte per sognare, L'allegro cantante di Gennaro Righelli (1938), nel quale cantò le canzoni Canta che ti passa e Presentimento, e La voce senza volto, sempre di Gennaro Righelli (1939), nel quale cantò la canzone Ultimo bolero. Nel 1938 interpretò anche la romanza del Principe Non ho che un canto nel primo doppiaggio italiano del film d'animazione Disney Biancaneve e i sette nani.
Il 14 maggio 1940 Manurita fu a Firenze per il Maggio Musicale Fiorentino, dove partecipò, nel ruolo di Aci, alla prima rappresentazione italiana di Aci e Galatea di Georg Friedrich Händel, con Pierisa Giri nel ruolo di Galatea, Tancredi Pasero nel ruolo di Polifemo e Carla Gavazzi nel ruolo di Damone, sotto la direzione di Vittorio Gui. Durante la seconda guerra mondiale partecipò ad alcune tournée in Germania e nei territori occupati militarmente dai tedeschi; nel giugno del 1944, quando Roma fu liberata dalle forze armate alleate, Manurita ricevette dal generale Roberto Bencivenga un "encomio solenne" per essersi prodigato coraggiosamente per la causa della Resistenza.
Nella primavera del 1946, al Teatro Palladium di Ancona, Manurita interpretò il ruolo di Canio nei Pagliacci di Ruggero Leoncavallo e, al Teatro Adriano di Roma, quello di Manrico nel Il trovatore di Giuseppe Verdi. Successivamente cantò anche in Fedora di Umberto Giordano, Adriana Lecouvreur di Francesco Cilea, Carmen di Georges Bizet e Romanticismo di Igino Robbiani.
La sua ultima apparizione avvenne nel maggio del 1950 al Teatro Augusteo di Salerno con Il trovatore, nel quale concesse il bis della cabaletta Di quella pira. Dopo il ritiro dalle scene, si diede a una lunga attività di docente presso l'Accademia nazionale di Santa Cecilia, che svolse fino al 1965.

## Filmografia
- Non ti conosco più, regia di Nunzio Malasomma (1936)
- L'allegro cantante, regia di Gennaro Righelli (1938)
- La voce senza volto, regia di Gennaro Righelli (1939)